# Associazione Sportiva Calcio Figline 2009-2010
Questa pagina raccoglie le informazioni riguardanti l'Associazione Sportiva Calcio Figline nelle competizioni ufficiali della stagione 2009-2010.

## Rosa
| N. |                   | Ruolo | Calciatore             |
| -- | ----------------- | ----- | ---------------------- |
|    | Italia (bandiera) | D     | Riccardo Bettini       |
|    | Italia (bandiera) | C     | Francesco Campolattano |
|    | Italia (bandiera) | A     | Enrico Chiesa          |
|    | Italia (bandiera) | C     | Andrea Consumi         |
|    | Italia (bandiera) | C     | Nicola Cosentini       |
|    | Italia (bandiera) | A     | Alessandro D'Antoni    |
|    | Italia (bandiera) | D     | Salvatore D'Elia       |
|    | Italia (bandiera) | D     | Federico Del Vivo      |
|    | Italia (bandiera) | D     | Marco Duravia          |
|    | Italia (bandiera) | C     | Jacopo Fanucchi        |
|    | Italia (bandiera) | A     | Giordano Fioretti      |
|    | Italia (bandiera) | A     | Emiliano Frediani      |

| N. |                      | Ruolo | Calciatore               |
| -- | -------------------- | ----- | ------------------------ |
|    | Italia (bandiera)    | D     | Tommaso Ghinassi         |
|    | Italia (bandiera)    | C     | Simone Guerri            |
|    | Italia (bandiera)    | D     | Marco Mugnaini           |
|    | Italia (bandiera)    | D     | Giuseppe Nazzani         |
|    | Italia (bandiera)    | P     | Cristiano Novembre       |
|    | Italia (bandiera)    | P     | Stefano Pardini          |
|    | Italia (bandiera)    | C     | Francesco Pasquini       |
|    | Italia (bandiera)    | D     | Lorenzo Peruzzi          |
|    | Italia (bandiera)    | C     | Nicola Redomi            |
|    | Italia (bandiera)    | A     | Samuele Sanni            |
|    | Italia (bandiera)    | A     | Andrea Spuntarelli       |
|    | Argentina (bandiera) | C     | Nicolas Gaston Villafane |